# خريف شط العرب
خريف شط العرب فيلم وثائقي عراقي عن شط العرب من إخراج عمار البدران تأليف مجيد السامرائي، وسيناريو عمار السعد يتناول الفيلم العلاقات السياسية بين العراق وإيران حول مياه شط العرب، ويستعرض التغيرات البيئية والسياسية والاقتصادية التي طرأت على شط العرب. حصل الفيلم على الجائزة الفضية في مهرجان القاهرة للإعلام العربي عام 2011.